# Compagnia del Bernardino
La Compagnia di San Bernardino detta del Bernardino era un'antica confraternita di Firenze.

## Storia
Venne fondata nel marzo del 1451 con scopo di perfezionamento morale me civile dei suoi iscritti attraverso la preghiera e il culto. 
Si riuniva nei sotterranei di Santa Croce, in riunioni settimanali, ogni domenica, e in occasione di alcune festività, quali il Natale, la Pasqua, la Pentecoste, la festa di san Bernardino (20 maggio, quando venivano distribuiti dei panellini benedetti) e dei santi Francesco, Stefano, Lorenzo, Caterina d'Alessandria, e per alcune date della Quaresima. Le pratiche devozionali erano fisse, stabilite dagli statuti.
Nel 1695, dopo un periodo di crisi economica, venne stabilito un organico fisso di 160 confratelli. Fu poi soppressa da Pietro Leopoldo nel 1785.

## Stemma
Lo stemma della Compagnia presenta il trigramma di san Bernardino rosso con una crocetta entro un sole d'oro a dodici raggi (come gli Apostoli) in campo azzurro e, in punta dello scudo, i tre chiodi della croce uniti al naturale.